# Sphagnum densirameum
Sphagnum densirameum là một loài rêu trong họ Sphagnaceae. Loài này được Dixon mô tả khoa học đầu tiên năm 1932.